# Paramyro
Paramyro es un género de arañas araneomorfas pertenecientes a la familia Agelenidae. Fue descrita por primera vez en 1973 por Foster & Wilton. En el 2016 existían dos especies en Nueva Zelanda.

## Especies
Según The World Spider Catalog 12.0:
- Paramyro apicus Forster & Wilton, 1973
- Paramyro parapicus Forster & Wilton, 1973